# Jan Veselka
Jan Veselka (* 11. října 1941) je český místní politik, po sametové revoluci poslanec Sněmovny národů Federálního shromáždění za Zemědělskou stranu.

## Biografie
Ve volbách roku 1992 byl zvolen do české části Sněmovny národů (volební obvod Středočeský kraj), kam kandidoval za formaci Liberálně sociální unie, do níž Zemědělská strana přistoupila. Ve Federálním shromáždění setrval do zániku Československa v prosinci 1992. Koncem roku 1992 patřil mezi několik poslanců za LSU, kteří podpořili ústavní zákon o rozpadu ČSFR.
V živnostenském rejstříku se uvádí bytem v obci Horky.
V komunálních volbách roku 1994 byl zvolen do zastupitelstva obce Horky za Hnutí zemědělců. Opětovně byl zvolen jako bezpartijní v komunálních volbách roku 1998, komunálních volbách roku 2002, komunálních volbách roku 2006 a komunálních volbách roku 2010. Profesně se uvádí jako úředník a důchodce.